# Remetea (gmina w okręgu Bihor)
Remetea – gmina w Rumunii, w okręgu Bihor. Obejmuje miejscowości Drăgoteni, Meziad, Petreasa, Remetea i Șoimuș. W 2011 roku liczyła 2906 mieszkańców.